# Kotschya coalescens
Kotschya coalescens là một loài thực vật có hoa trong họ Đậu. Loài này được Dewit & P.A.Duvign. miêu tả khoa học đầu tiên.